# Ozero Zachbejka
Ozero Zachbejka (ryska: Озеро Захбейка) är en sjö i Belarus.   Den ligger i voblasten Vitsebsks voblast, i den nordöstra delen av landet, 240 km nordost om huvudstaden Minsk. Ozero Zachbejka ligger 148 meter över havet.
Omgivningarna runt Ozero Zachbejka är en mosaik av jordbruksmark och naturlig växtlighet. Runt Ozero Zachbejka är det ganska tätbefolkat, med 139 invånare per kvadratkilometer.